# Secrétairerie d'État
La secrétairerie d'État (en latin : Secretaria Status, en italien : Segreteria di Stato) est un département de la Curie romaine. Le cardinal secrétaire d'État collabore avec le pape dans sa mission de gouvernement de l'Église catholique.

## Historique
Par la Constitution apostolique Non debet reprehensibile du 31 décembre 1487, le pape Innocent VIII institue la Secrétairerie apostolique, qui regroupe plusieurs secrétaires assurant le suivi des affaires du Saint-Siège.
Le pape Pie VII, le 19 juillet 1814, fonde la Sacrée Congrégation pour les Affaires ecclésiastiques extraordinaires. Une réforme importante survient quand, par la Constitution apostolique Sapienti Consilio du 29 juin 1908, le pape Pie X divise la congrégation en trois sections. Cette situation demeure jusqu'à la création, par le pape Paul VI, de la secrétairerie d’État ou papale, par démembrement de la congrégation précédente, afin de mettre en application le décret du concile Vatican II Christus Dominus. Ainsi, par la Constitution apostolique Regimini Ecclesiæ Universæ du 15 août 1967, la seconde section de la Sacrée Congrégation pour les Affaires ecclésiastiques extraordinaires devient la secrétairerie d’État ou papale ; la première section devient le Sacré Conseil pour les Affaires publiques de l’Église ; la troisième section, Chancellerie des brefs apostoliques, est supprimée. Le pape Paul VI complète cette réforme en supprimant la chancellerie apostolique dont toutes les attributions sont transférées à la secrétairerie d’État ou papale par le motu proprio Quo Aptius du 27 février 1973.
Par la Constitution apostolique Pastor Bonus du 29 juin 1988, le pape Jean-Paul II réforme l'ensemble de la Curie romaine et il réunifie la secrétairerie d’État ou papale avec le Sacré Conseil pour les Affaires publiques de l’Église. La secrétairerie d'État est alors divisée en deux sections. Le 21 novembre 2017, le pape François lui ajoute une troisième section chargée du personnel diplomatique du Saint-Siège
Le chef du protocole de la secrétairerie d'État chargé entre autres des accréditations des ambassadeurs et diplomates en poste près le Saint-Siège et des audiences auprès du souverain pontife est Joseph Murphy, depuis le 22 mars 2018.

## Organisation

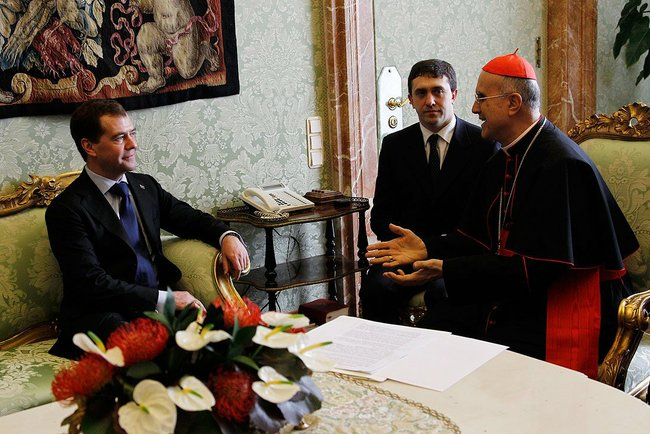
Dans son bureau, le cardinal secrétaire d'État Tarcisio Bertone rencontre le président russe Dmitri Medvedev, au cours d'une visite officielle au Vatican, en février 2011.

La secrétairerie d’État est dirigée par le cardinal secrétaire d'État, « premier collaborateur du pape dans le gouvernement de l’Église universelle ». Le cardinal secrétaire d'État travaille et habite dans la même aile du palais apostolique que le pape (au premier étage de l'aile orientale de la cour Saint-Damase). En raison de la très grande proximité qu'il entretient avec le pape, le cardinal secrétaire d'État est seul chef de dicastère de la curie romaine à ne pas être nommé pour cinq ans mais « ad nutum Summi Pontificis » (selon la volonté du Souverain Pontife). Cela signifie qu'il est révocable à tout moment. Puisqu'il met en œuvre la diplomatie pontificale, le cardinal secrétaire d'État, accompagné du secrétaire pour les relations avec les États, rencontre les chefs d’État ou de Gouvernement, à l'issue de leur audience avec le pape, lorsqu'ils sont en visite officielle au Saint-Siège.
Depuis le 15 octobre 2013, le cardinal secrétaire d'État est Pietro Parolin.
La secrétairerie d’État est divisée en trois sections depuis la création de la section pour le Personnel diplomatique du Saint-Siège le 21 novembre 2017.

### Première section ou «Section pour les Affaires générales»
La première section assiste le pape dans son travail quotidien. Elle est notamment chargée de toute la correspondance reçue par le pape, de la préparation de ses interventions, de l'instruction des dossiers de nomination au sein de la Curie romaine. Elle rédige en son nom les constitutions apostoliques, les lettres décrétales, les lettres apostoliques et garde l'anneau du pêcheur. Elle dirige les relations des nonces avec les évêques dans le monde. Elle exerce la tutelle des médias du Saint-Siège : salle de presse, journal l'Osservatore Romano, Radio Vatican et le Centre de télévision du Vatican. Elle recueille et publie toutes les statistiques concernant l’Église catholique.
La section pour les Affaires générales est organisée, d'une part, en sections de langue (allemand, anglais, espagnol, français, italien, polonais, portugais) pour ce qui est du secrétariat du pape et, d'autre part, en divers services : « Affaires internationales, le chiffre, les constitutions et les lettres apostoliques, les rapports avec les dicastères de la curie (sans interférer dans leur autonomie), les distinctions honorifiques et le cérémonial, l'administration, la chancellerie des lettres apostoliques, les services généraux du protocole, de l'expédition du courrier diplomatique et des télégrammes. » Les passeports sont aussi délivrés par la section des Affaires générales.
La première section est dirigée par un archevêque, le substitut pour les Affaires générales, qui est un personnage central de la Curie romaine : « Avec le préfet de la Maison pontificale, il est l'intermédiaire habituel entre le Saint-Père et ceux qui désirent s'adresser à lui. […] En cas de vacance du siège apostolique, il dirige la secrétairerie d’État et doit en répondre devant le collège des cardinaux. » Comme le cardinal secrétaire d'État, le substitut pour les Affaires générales a son logement au sein même du palais apostolique. Tous les substituts de l'histoire récente sont devenus cardinaux après leur passage à la secrétairerie d’État. Le substitut est secondé par un prélat, l'assesseur pour les Affaires générales.

#### Le substitut pour les Affaires générales
- Giovanni Benelli (29 juin 1967 – 3 juin 1977)
- Giuseppe Caprio (14 juin 1977 – 28 avril 1979)
- Eduardo Martínez Somalo (5 mai 1979 – 23 mars 1988)
- Edward Idris Cassidy (23 mars 1988 – 12 décembre 1989)
- Giovanni Battista Re (12 décembre 1989 – 16 septembre 2000)
- Leonardo Sandri (16 septembre 2000 – 1er juillet 2007)
- Fernando Filoni (1er juillet 2007 – 10 mai 2011)
- Giovanni Angelo Becciu (10 mai 2011 - 29 juin 2018)
- Edgar Peña Parra (depuis le 15 octobre 2018)

#### L'assesseur pour les Affaires générales
- Eduardo Martínez Somalo (9 octobre 1970 – 12 novembre 1975)
- Giovanni Coppa (19 novembre 1975 – 1er décembre 1979)
- Giovanni Battista Re (1er décembre 1979 – 9 octobre 1987)
- Crescenzio Sepe (10 octobre 1987 – 2 février 1992)
- Leonardo Sandri (4 février 1992 – 22 juillet 1997)
- James Michael Harvey (22 juillet 1997 – 7 février 1998)
- Pedro López Quintana (7 février 1998 – 12 décembre 2002)
- Gabriele Caccia (17 décembre 2002 – 16 juillet 2009)
- Peter Bryan Wells (16 juillet 2009 – 9 février 2016)
- Paolo Borgia (4 mars 2016 - 3 septembre 2019)
- Luigi Roberto Cona (depuis le 24 octobre 2019)

### Seconde section ou «Section pour les relations avec les États»

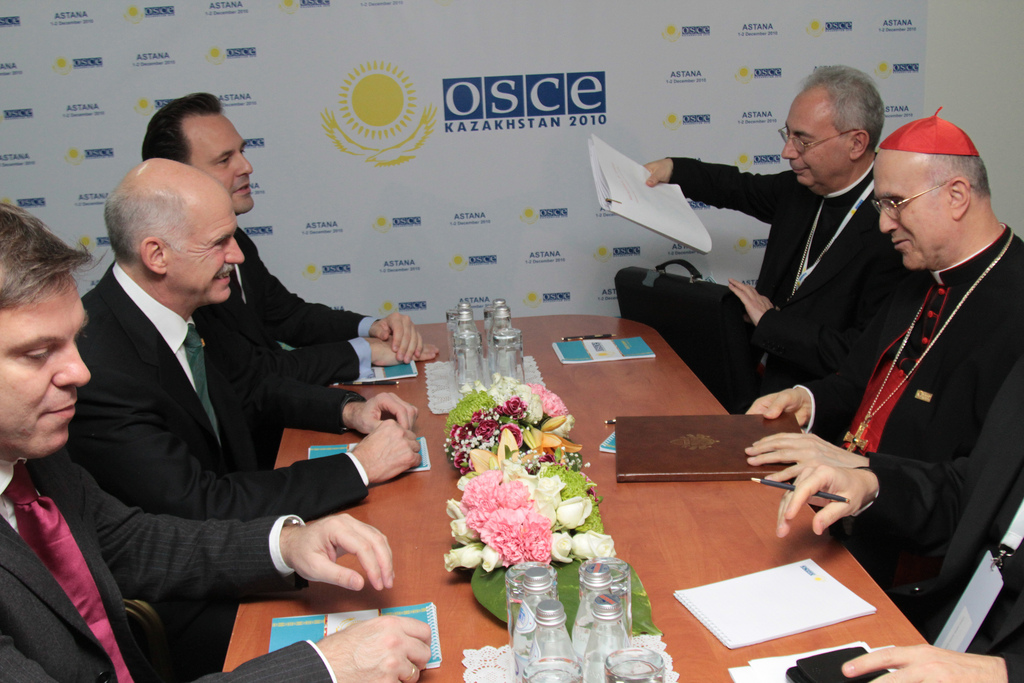
Le cardinal secrétaire d'État Tarcisio Bertone, accompagné du secrétaire pour les Relations avec les États, rencontre, au cours d'un sommet de l'OSCE en 2010, le Premier ministre grec George Papandreou accompagné de son ministre des Affaires étrangères Dimítris Droútsas.

La seconde section est chargée de la diplomatie pontificale. Ainsi, elle assure les relations avec les gouvernements civils. Elle négocie les concordats et autres conventions semblables. Elle représente le Saint-Siège auprès des organisations internationales et lors des conférences internationales. Le Saint-Siège entretient des relations diplomatiques avec plus de 180 pays sur les 197 reconnus par l'ONU. Parmi les États n'ayant pas de telles relations diplomatiques figurent essentiellement des pays strictement islamiques (Afghanistan, Arabie saoudite, Oman, Maldives, Mauritanie, Somalie, …), communistes (Laos, Vietnam, Corée du Nord) ou repliés sur eux-mêmes (Birmanie). Il entretient aussi des relations diplomatiques avec l'Union européenne et l'ordre souverain de Malte. Il est membre ou observateur de nombreuses organisations internationales, parmi lesquelles on peut citer l'ONU, l'UNHCR, l'IAEA, la FAO, l'OMS, l'UNESCO, l'OMC, le PAM, l'OSCE, le Conseil de l'Europe, l'OEA. La seconde section est dirigée par un archevêque, le secrétaire pour les relations avec les états. Tous les secrétaires pour les relations avec les états de l'histoire récente sont devenus cardinaux après leur passage à la secrétairerie d’État. Le secrétaire est secondé par un prélat, le sous-secrétaire pour les relations avec les états et, depuis 2020, par un sous-secrétaire pour les relations multilatérales, poste attribué à sa création, à une femme, laïque. 

#### Le secrétaire pour les relations avec les États
- Angelo Sodano (1er mars 1989 – 1er décembre 1990)
- Jean-Louis Tauran (1er décembre 1990 – 6 octobre 2003)
- Giovanni Lajolo (6 octobre 2003 – 15 septembre 2006)
- Dominique Mamberti (15 décembre 2006 – 8 novembre 2014)
- Paul Gallagher (depuis le 8 novembre 2014)

#### Le sous-secrétaire pour les relations avec les États
- Jean-Louis Tauran (1er mars 1989 – 1er décembre 1990)
- Claudio Maria Celli (1er décembre 1990 – 16 décembre 1995)
- Celestino Migliore (16 décembre 1995 – 30 octobre 2002)
- Pietro Parolin (30 octobre 2002 – 17 août 2009)
- Ettore Balestrero (17 août 2009 – 22 février 2013)
- Antoine Camilleri (22 février 2013 - 3 septembre 2019)
- Mirosław Wachowski (pl) (depuis le 24 octobre 2019)

#### Le sous-secrétaire pour les relations multilatérales
- Francesca Di Giovanni (depuis le 15 janvier 2020)[20]

### Troisième section ou «Section pour le Personnel diplomatique du Saint-Siège»
La troisième section, créée le 21 novembre 2017, est chargée du personnel diplomatique. Cette section veillera à la sélection et à la formation du personnel diplomatique en lien avec l'Académie pontificale ecclésiastique, ainsi qu'aux avancements, aux nominations et aux conditions de vie et d'exercice des personnels du Saint-Siège en poste dans les nonciatures apostoliques et représentations du Saint-Siège à travers le monde. La troisième section est dirigée par le délégué pour les représentations pontificales puis par le secrétaire pour les représentations pontificales à partir de 2020.

#### Délégué pour les représentations pontificales
- Jan Romeo Pawłowski (7 décembre 2015 - 17 décembre 2020)

#### Secrétaire pour les représentations pontificales
- Jan Romeo Pawłowski (17 décembre 2020 - 10 septembre 2022), précédemment délégué pour les représentations pontificales
- Luciano Russo (depuis le 10 septembre 2022)